# Őriszentmárton
Őriszentmárton (németül: Sankt Martin in der Wart, horvátul: Sveti Martin) Felsőőr városrésze, egykor önálló község Ausztriában, Burgenland tartományban, a Felsőőri járásban.

## Fekvése
Felsőőrtől 2 km-re északkeletre a Zickenbach partján fekszik.

## Története
A települést 1479-ben "Zenthmarthon" alakban említik először, de ennél sokkal régebbi alapítású, hiszen temploma a 13. században már állt. 1486-tól a vörösvári uradalom része volt. 1532-ben elpusztították a Kőszeg várát ostromló török sereg portyázó segédhadai, de újjáépítették. Lakói 1580 körül felvették a református vallást. Mai katolikus temploma 1697-ben épült (1755-ben átépítették), plébániáját 1698-ben alapították újra, anyakönyveit 1725-től vezetik.
Vályi András szerint „ Őri Sz. Márton. Magyar falu Vas Várm. földes Ura Gr. Erdődy Uraság, lakosai katolikusok, fekszik Őrhöz nem meszsze; határja jól termő."
Fényes Elek szerint „ Őri-Szent-Márton, német falu, Vas vmegyében, 325 kath. lak., paroch. szentegyházzal. Földei a völgyekben jók; rétjei kövérek; erdeje kicsiny. F. u. gr. Erdődy György. Ut. p. Szombathely."
Vas vármegye monográfiája szerint „ Őri-Szent-Márton, 42 házzal és 301 németajkú, r. kath. és ág. ev. vallású lakossal. Postája és távírója Felső-Eör. Plébániája 1698-ban állíttatott vissza. Kegyura gróf Erdődy Gyula. Földesura az Erdődy-család volt."
Önkéntes tűzoltóegylete 1903-ban alakult, miután egy tűzvészben az iskolaépület is leégett. 1910-ben 275, túlnyomórészt német lakosa volt. 1914-ben épült fel az új iskola épülete, amely ma közösségi házként működik. A trianoni békeszerződésig Vas vármegye Felsőőri járásához tartozott. 1921-ben Ausztria Burgenland tartományának része lett. 1971-ben Felsőőrhöz csatolták. Ma 85 házában 230 lakos élt.

## Nevezetességei
- Szent Márton püspök tiszteletére szentelt római katolikus temploma 1697-ben épült, 1755-ben átépítették.
- Hősi emlékműve 1962-ben készült.